# کفشک کامچاتکا
کفشک کامچاتکا (نام علمی: Atheresthes evermanni) نام یک گونه از تیره کفشک‌ماهیان راست‌روی است.